# Zoltán Almási
Zoltán Almási (* 29. srpna 1976) je maďarský šachový velmistr. Sedmkrát dokázal vyhrát maďarské mistrovství (1995, 1997, 1999, 2000, 2003, 2006, 2008). Mezi jeho nejlepší výsledky se řadí vítězství na turnaji Marxe Gyorgyho v roce 2005 a triumf na turnaji Reggio Emilia v roce 2008. Dobrých výsledků také dosáhl na evropském mistrovství družstev v roce 2011 a na několika šachovým olympiádách (2002, 2010).